# Bathyphantes alboventris
Bathyphantes alboventris  är en spindelart som först beskrevs av Banks 1892.  Bathyphantes alboventris  ingår i släktet Bathyphantes och familjen täckvävarspindlar. Inga underarter finns listade.